# Uppsala auktionskammare

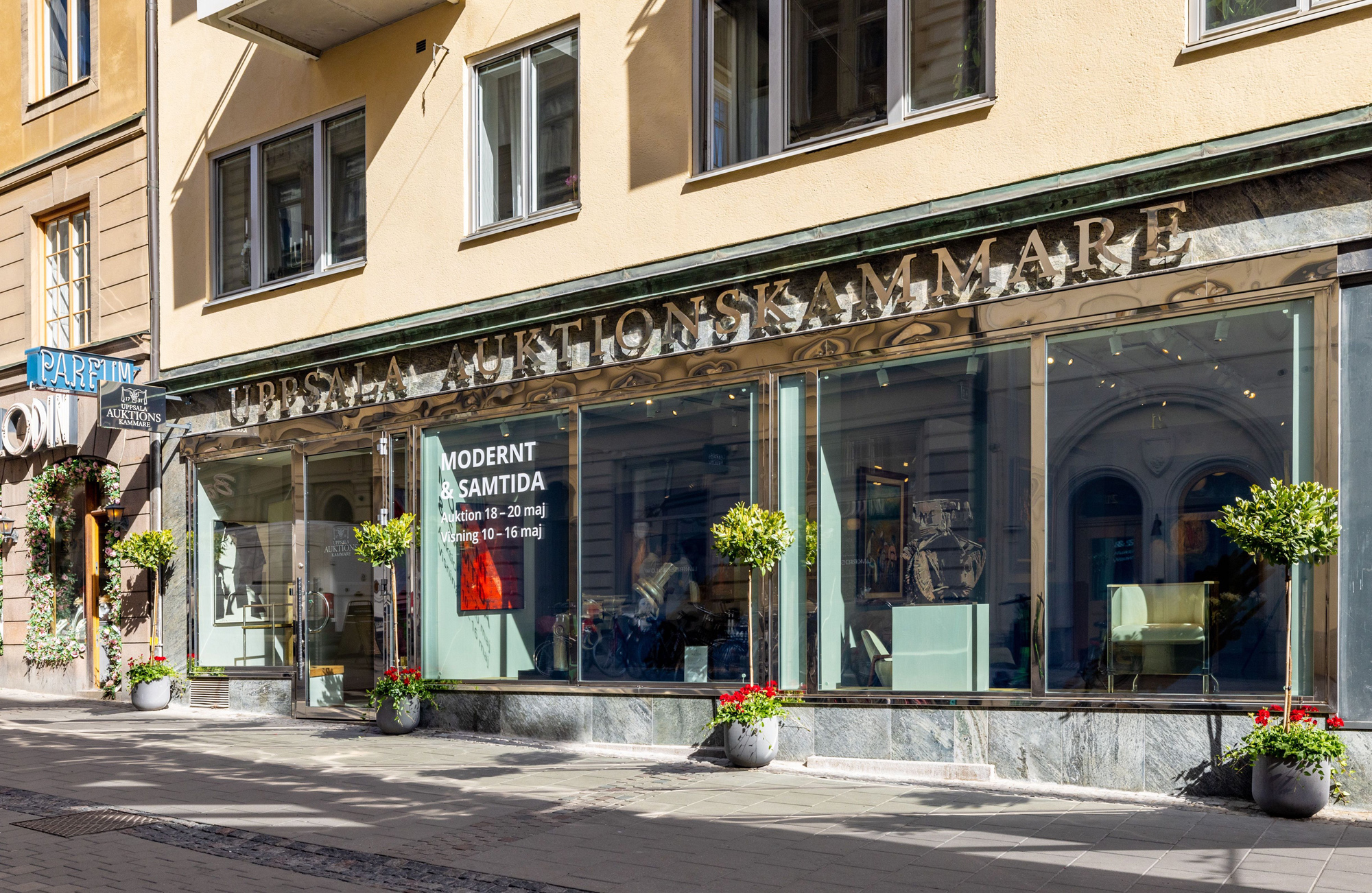
Uppsala Auktionskammare på Nybrogatan 20 i Stockholm.

Uppsala Auktionskammare är ett svenskt auktionshus, vilket grundades 1731. Företaget är ett av världens äldsta auktionshus. Sedan 1996 är Knut Knutson, känd från SVT:s Antikrundan, huvudägare till Uppsala Auktionskammare. Auktionshuset har kontor och showroom på Nybrogatan i Stockholm samt i Magasin 1, Frihamnen. Huvudkontoret är beläget i Uppsala och ytterligare kontor finns i Göteborg och Malmö. VD är sedan 2011 Magnus Bexhed.
Uppsala Auktionskammare är ett av Nordens största auktionshus och anordnar internationella kvalitetsauktioner med klassiska, moderna och samtida konst- och konsthantverksobjekt, såväl som rysk och kinesisk konst. Bland märkbara försäljningar räknas Fillette au béret av Pablo Picasso (såld 2016 för 21,4 milj kr), försäljningen av den dyraste svenska möbeln någonsin, en lacksekretär av Nils Dahlin (såld 2008 för 15,2 milj kr), det ikoniska konstverket med prinsessan Tuvstarr av John Bauer (sålt 2023 för 6,75 milj kr) och mästerverket Teatern av Sigrid Hjerten (sålt 2024 för 20 milj kr), vilket är det högst betalda konstverket någonsin utfört av en svensk kvinnlig konstnär. 
Fastigheten på Dragarbrunnsgatan 73 i Uppsala ritades 1989 av Carl Nyrén för Riksbanken.

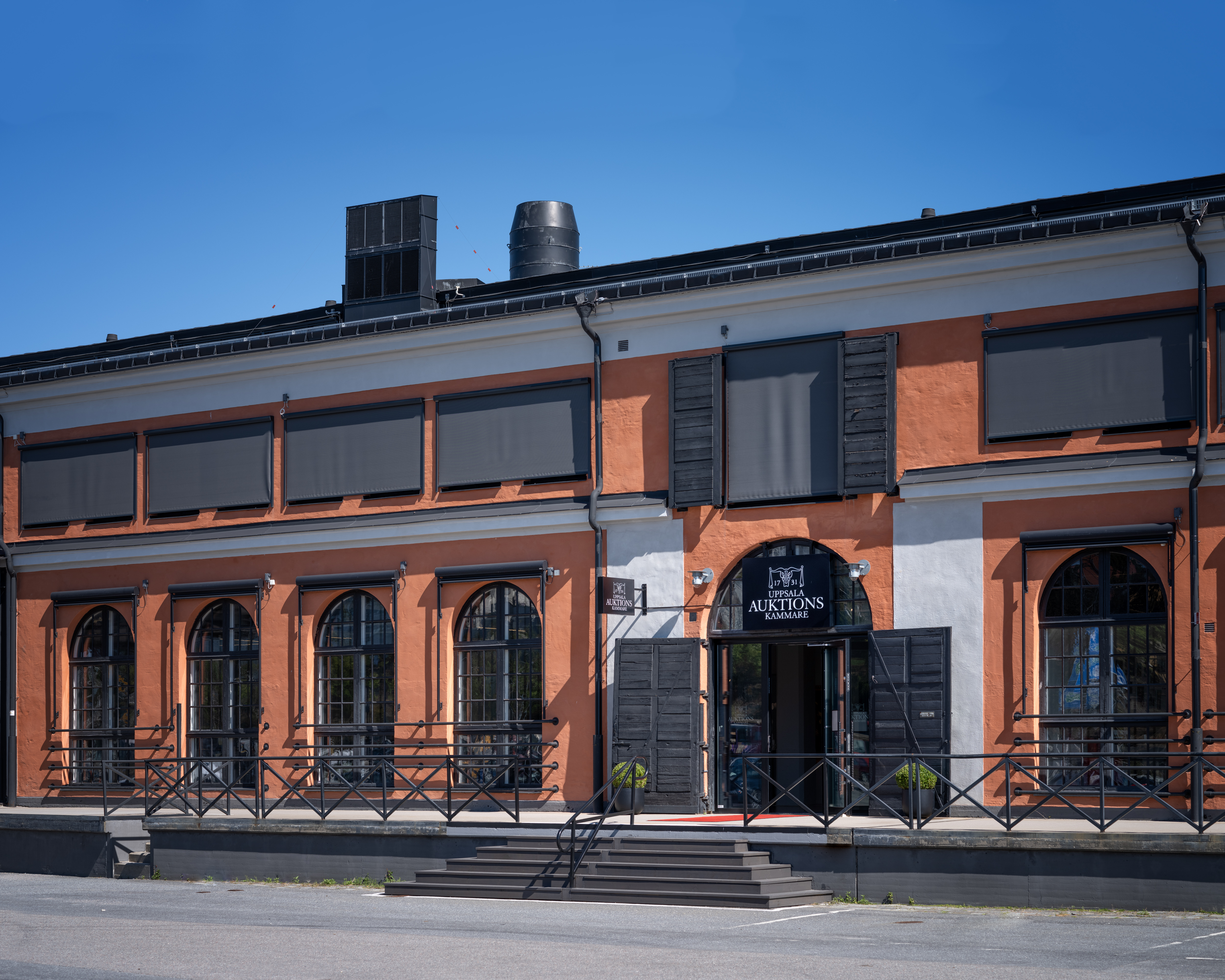
Uppsala Auktionskammare i Magasin 1 i Frihamnen i Stockholm.

## Externa länkar

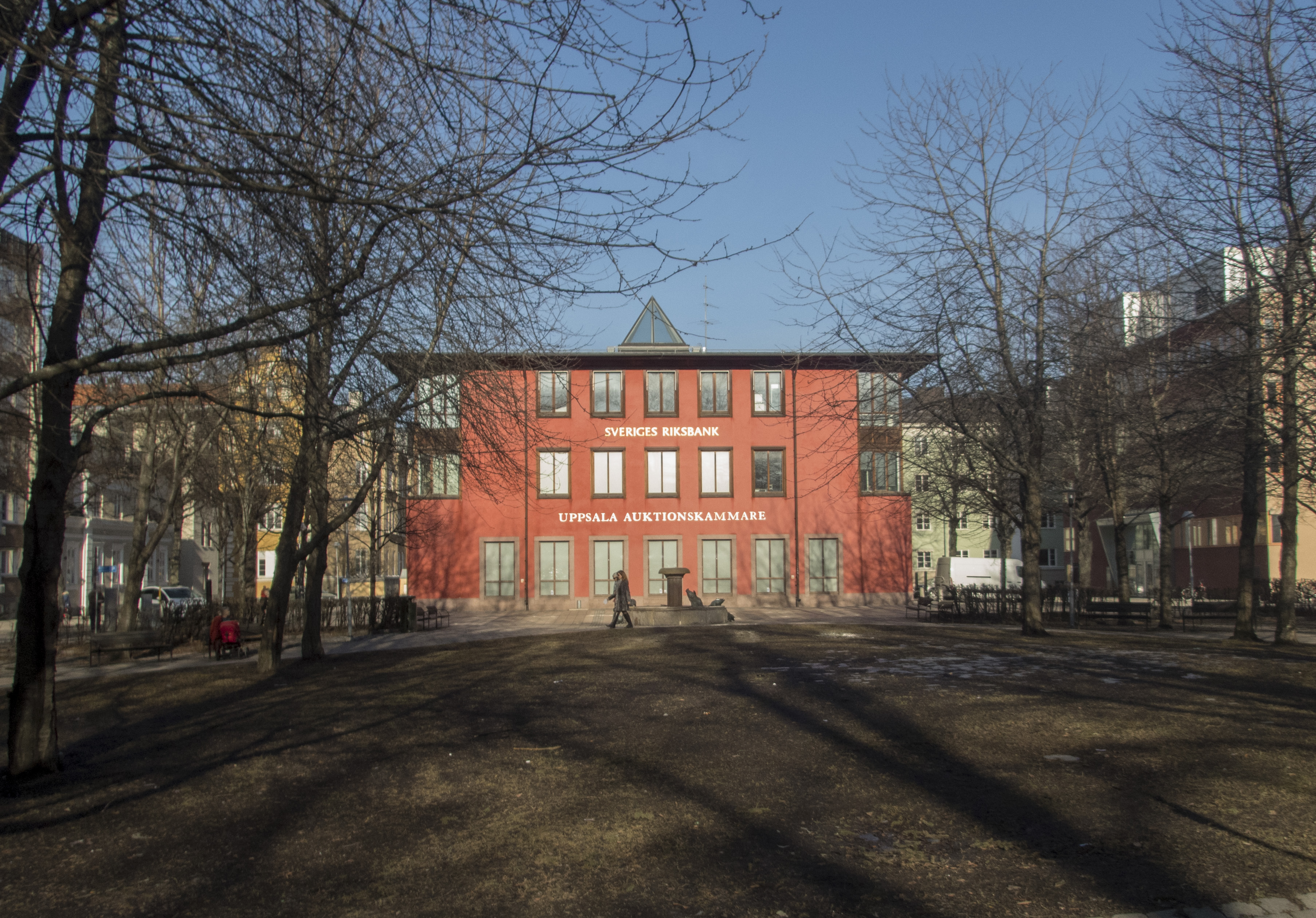
Uppsala Auktionskammare på Dragarbrunnsgatan 73 i Uppsala.